# Don Segundo Sombra (película)
Don Segundo Sombra es una película argentina dramática de 1969 escrita y dirigida por Manuel Antín y protagonizada por Adolfo Güiraldes. Fue estrenada en Buenos Aires el 14 de agosto de 1969 y obtuvo el Cóndor de Plata como Mejor Película en 1970. Fue también nominada a la Palma de Oro del Festival de Cannes.

## Sinopsis
El relato transcurre en San Antonio de Areco y el resto de la pampa argentina, donde Fabio Cáceres recuerda su niñez de huérfano y su juventud en el campo, al lado de "su padrino", Don Segundo Sombra, un gaucho solitario a quien admira y de quien aprenderá "a ser gaucho" uniéndose a sus andares. Don Segundo será el modelo a seguir de Fabio.

## Miscelánea
- El personaje don Segundo Sombra está inspirado en Segundo Ramírez, un peón de campo que trabajaba en la estancia de Ricardo Güiraldes en San Antonio de Areco.
- La película está protagonizada por Adolfo Güiraldes (sobrino de Ricardo Güiraldes, autor de la novela), en el papel de Don Segundo Sombra.

## Reparto
- Adolfo Güiraldes (don Segundo Sombra)
- Héctor Alterio (gaucho de negro)
- Alejandra Boero (curandera)
- Juan Carballido (Fabio de 19 años)
- Luis Manuel de la Cuesta (Fabio de 14 años)
- Juan Carlos Galván (Nemesio)
- Juan Carlos Gené (don Sixto)
- Jorge Hacker (pulpero Don Pedro)
- María Luz Harriague (Paula)
- Luis Medina Castro (Antenor)
- Soledad Silveyra (Aurora)
- Fernando Vegal (tape Burgos)
- Lito Cruz (Goyo)
- Osvaldo Bonet
- Enrique Pinti

## Producción
El personaje don Segundo Sombra está inspirado en Segundo Ramírez, un peón de campo que trabajaba en la estancia de Ricardo Güiraldes en San Antonio de Areco.
La película está protagonizada por Adolfo Güiraldes (sobrino de Ricardo Güiraldes, autor de la novela), en el papel de Don Segundo Sombra.

## Premios
- Premios Cóndor de Plata (1970): mejor película